# Semetisht
Semetisht is een dorp in de gemeente Theranda, Kosovo. Na 1999 werd het dorp ook wel Saimir genoemd.